# Юрьев, Борис Борисович
Борис Борисович Ю́рьев (1902—1982) — советский инженер, конструктор морских приборов. Лауреат Сталинской премии первой степени.

## Биография
Родился 7 февраля 1902 года в Санкт-Петербурге. В 1929 году окончил ЛЭТИ имени В. И. Ульянова (Ленина).
Послужной список:
- 1929 — май 1942 — инженер, руководитель заказа, начальник проектно-конструкторского сектора, главный конструктор, главный инженер, директор завода 212 (Ленинград).
- июнь 1942 — июль 1943 — директор завода 706 (ныне — ФГУП «Московский завод электромеханической аппаратуры») — производство навигационных приборов и систем управления стрельбой для кораблей Военно-морского флота.
- июль 1943—1947 — начальник Главного управления радиолокационной промышленности Народного комиссариата электропромышленности (с 1946 года — Министерства промышленности средств связи СССР) .
- 1947—1951 — главный инженер МНИИ-1 (Морского научно-исследовательского института Министерства судостроительной промышленности СССР).
- 1951—1956 — главный инженер и начальник Главного управления, с апреля 1953 зам. начальника технического управления ГК СМ СССР по судостроению.
- 1956—1966 — зам. главного инженера ЦМНИИ МСП.
- 1966—1982 — ведущий инженер ЦНИИ (с 1978 НПО) «Агат», главный конструктор медицинской гамма-терапевтической установки «Вольфрам».

Главный конструктор ряда систем ПУС (приборы управления стрельбой) для крейсеров и эскадренных миноносцев.
Умер 29 октября 1982 года. Похоронен в Москве в колумбарии Рогожского кладбища (секция № 17а).

## Награды и премии
- Сталинская премия первой степени (1946) — за разработку новой системы приборов управления стрельбой корабельной артиллерии[1]
- орден Ленина (1939)
- орден Трудового Красного Знамени (1952)
- орден «Знак Почёта» (1954).
- медали

## Увлечение
В молодости Б. Б. Юрьев был сильным шахматистом. В 1925 г. он стал одним из победителей ленинградского турнира I категории и получил право участвовать в «Турнире городов». В этом всесоюзном соревновании он занял 6-е место, опередив ряд известных шахматистов. В 1926 г. Юрьев участвовал в матче Стокгольм — Ленинград. Он играл на 10-й доске, выиграл обе партии у Бьёрка. Чемпион мира М. М. Ботвинник вспоминал, что через много лет после сеанса одновременной игры в Стокгольме к нему подошел противник Юрьева и «тепло вспоминал своего партнера». В 1927 г. Юрьев принимал участие в матче Ленинград — Москва (1½ из 2 против В. Мусатова). В 1929 г. играл в матче Ленинград — Москва профсоюза металлистов (проиграл партию С. В. Белавенцу). В 1931 г. участвовал в полуфинале 7-го чемпионата СССР. После этого в связи с занятостью по основной работе прекратил регулярные выступления в соревнованиях, хотя время от времени возвращался за доску и демонстрировал высокий класс игры (например, в 1935 г. он выиграл свою группу в ленинградском турнире I категории, опередив будущих мастеров В. А. Васильева, П. Черникова, Е. Ф. Кузьминых и Г. Г. Степанова, а также сильных первокатегорников Волка, С. И. Федосеева, Г. А. Мясоедова и др.).
Некоторое время занимал пост руководителя Московской шахматно-шашечной секции. За организацию чемпионата Москвы 1942 г. получил почетную грамоту.
В послевоенные годы иногда принимал участие в заочных соревнованиях. Лучшее достижение — победа в турнире № 35 журнала «Шахматы в СССР» (17 из 20, на 5½ очка впереди ближайшего конкурента).
Долгие годы Б. Б. Юрьев дружил с чемпионом мира по шахматам М. М. Ботвинником. Первые две партии между ними завершились победой Юрьева (одну из них Ботвинник опубликовал с подробными комментариями в статье, посвященной памяти Юрьева). По воспоминаниям Ботвинника, Юрьев был одним из немногих ленинградских шахматистов, оказывавших ему поддержку: «Смотрите, у Ботвинника фигуры носятся по доске, как живые». В последующие годы Ботвинник и Юрьев продолжали общаться. Ботвинник вспоминал, что Юрьев пришел к нему на юбилейный вечер, который состоялся 24 августа 1981 г. в Октябрьском зале Дома Союзов.

Ботвинник так характеризовал стиль игры Юрьева:
«Юрьев никогда не был силен в теории начал. Поэтому он предпочитал дебюты, где вероятность попасться на „заготовку“ исключалась. Однако он обладал здоровым пониманием позиции, что позволяло ему получать благоприятное положение в середине игры».
Также Ботвинник отмечал хорошие тактические способности Юрьева.
Младший брат Юрьева Владимир (1904—1953) окончил Электротехнический институт. Он также был сильным шахматистом, одним из лидеров сборной профсоюза текстильщиков. В 1924 г. В. Б. Юрьев занял 1 место в чемпионате вузов Ленинграда. Позже он победил в побочном турнире чемпионата ВЦСПС 1927 г. В 1929 г. В. Б. Юрьев участвовал в 6-м чемпионате СССР. В послевоенные годы он руководил шахматно-шашечными секциями ДСО «Машиностроитель» и завода «Вулкан», на котором работал.